# 리브 (쇠고기)

척

리브(영어: rib)는 서양식 쇠고기 부위이다. 토마호크(영어: tomahawk)로도 부르며, 보통 스테이크로 먹는다.
소고기의 갈비살 부분을 조각낸 고기이다. 미국에서 리브 아이라는 용어는 리브에서 뼈 부분을 없앤 고기덩어리를 지칭하지만, 미국 일부 지역과 이 외의 국가에서는 같은 뜻으로 사용되고 있다. 리브 아이라는 이름에서도 알 수 있듯이 뼈를 없앤 고기는 최고의 부위이다.

## 같이 보기
- 갈비
- 등심
- 척
- 플레이트